# Denis Dupéré
Denis Gilles Dupéré (* 6. Juni 1948 in Jonquière, Québec; † 14. April 2019 ebenda) war ein kanadischer Eishockeyspieler, der im Verlauf seiner aktiven Karriere zwischen 1967 und 1981 unter anderem 437 Spiele für die Toronto Maple Leafs, Washington Capitals, St. Louis Blues, Kansas City Scouts und Colorado Rockies in der National Hockey League auf der Position des linken Flügelstürmers bestritten hat. Im Jahr 1975 nahm Dupéré als Mitglied der Washington Capitals am NHL All-Star Game teil.

## Karriere
Dupéré, dessen Cousin Maurice „Mad Dog“ Vachon ein professioneller Wrestler war, verbrachte einen Teil seiner Juniorenzeit zunächst in seiner Geburtsort Jonquière in der Provinz Québec. Mit der Mannschaft der Marquis, für die er zwischen 1964 und 1967 aktiv war, nahm er im Jahr 1966 am prestigeträchtigen Memorial Cup teil. Zur Spielzeit 1967/68 wechselte der Stürmer schließlich in die Ontario Hockey Association, wo er die Saison bei den Kitchener Rangers verbrachte. Bereits im Vorjahr hatte er dort vier Partien absolviert.
Obwohl er dort in 73 Einsätzen auf 68 Scorerpunkte kam, fand er im Anschluss keine feste Anstellung im Profibereich, wodurch er zunächst für den kanadischen Eishockeyverband Hockey Canada und die Ottawa Nationals, die im Amateurbereich der Ontario Hockey Association angesiedelt waren, aktiv war. Erst in der Saison 1969/70 fand der Kanadier bei den Omaha Knights aus der Central Hockey League einen Kaderplatz bei den Profis, nachdem er zuvor von den New York Rangers aus der National Hockey League verpflichtet worden war und von diesen dort eingesetzt wurde. Die Knights führte er am Saisonende gemeinsam mit Syl Apps junior und Mike Robitaille zum Gewinn des Adams Cup, der Meisterschaftstrophäe der CHL. Anschließend wurde er im Mai 1970 zu den Toronto Maple Leafs transferiert, womit die Rangers und Maple Leafs einen zwei Monate zuvor getätigten Transfer um Tim Horton zum Abschluss brachten.
In Diensten der Toronto Maple Leafs fand sich Dupéré zunächst auch in der CHL wieder, wo er für die Tulsa Oilers spielte. Im Verlauf der Saison 1970/71 gelang dem Flügelstürmer jedoch der Sprung in den NHL-Kader Torontos. Mit seinen Qualitäten im Unterzahlspiel und Bullys erarbeitete er sich in der Folge einen Stammplatz, den er bis zum Ende der Spielzeit 1973/74 behielt. Im Verlauf des NHL Expansion Draft 1974 sicherten sich die neu gegründeten Washington Capitals Dupérés Dienste. Für den extrem schwach besetzten Liganeuling erzielte der Offensivspieler in 53 Einsätzen 20 Tore und insgesamt 35 Punkte, womit er – obwohl er im Februar 1975 im Tausch für Garnet Bailey und Stan Gilbertson zu den St. Louis Blues transferiert wurde – der zweitbeste Scorer des Teams war. Zudem vertrat er die Mannschaft im NHL All-Star Game.
Für St. Louis bestritt Dupéré bis zum Saisonende lediglich 22 Spiele, da er bereits im Juni 1975 erneut in ein Transfergeschäft involviert war. Gemeinsam mit Craig Patrick und einem nicht genannten Geldbetrag wechselte er im Austausch für Lynn Powis und ein Zweitrunden-Wahlrecht im NHL Amateur Draft 1976 zu den Kansas City Scouts. Nach einer Saison mit der Mannschaft in Kansas City im Bundesstaat Missouri zog der Angreifer mit dem Franchise nach Denver im Bundesstaat Colorado um, wo er in den folgenden beiden Jahren zwischen 1976 und 1978 für die Colorado Rockies aufs Eis ging. Zudem kam er während seiner Zeit bei den Rockies auch in der American Hockey League bei den Rhode Island Reds, Philadelphia Firebirds und Hampton Gulls zu sporadischen Einsätzen. Nach dem Ende der Saison 1977/78 gab Dupéré nach acht Jahren und 437 Einsätzen in der NHL das Ende seiner aktiven Karriere bekannt, nachdem ihm das neue Management der Colorado Rockies keinen Vertrag präsentierten wollte, der lediglich Gültigkeit für die NHL besaß.
Der 30-Jährige pausierte daraufhin aber nur ein Jahr, ehe er in der Spielzeit 1979/80 sporadisch bei der Amateurmannschaft der Nelson Maple Leafs in der Western International Hockey League auflief. Zuletzt war er in der Saison 1980/81 beim französischen Erstligisten Club des patineurs lyonnais in der Nationale A aktiv. Dupéré verstarb im April 2019 im Alter von 70 Jahren in seinem Geburtsort.

## Erfolge und Auszeichnungen
- 1970 Adams-Cup-Gewinn mit den Omaha Knights
- 1975 Teilnahme am NHL All-Star Game

## Karrierestatistik
(Legende zur Spielerstatistik: Sp oder GP = absolvierte Spiele; T oder G = erzielte Tore; V oder A = erzielte Assists; Pkt oder Pts = erzielte Scorerpunkte; SM oder PIM = erhaltene Strafminuten; +/− = Plus/Minus-Bilanz; PP = erzielte Überzahltore; SH = erzielte Unterzahltore; GW = erzielte Siegtore; 1 Play-downs/Relegation; Kursiv: Statistik nicht vollständig)